# Jonquières, Vaucluse
Jonquières este o comună în departamentul Vaucluse din sud-estul Franței. În 2009 avea o populație de 4.442 de locuitori.

## Evoluția populației
| An        | 1975  | 1982  | 1990  | 1999  | 2006  | 2009  |
| --------- | ----- | ----- | ----- | ----- | ----- | ----- |
| Populație | 3.064 | 3.351 | 3.780 | 3.926 | 4.268 | 4.442 |